# 尤塔·萊爾丹
尤塔·萊爾丹（荷蘭語：Jutta Leerdam，1998年12月30日—），荷蘭速度滑冰運動員，她代表荷蘭隊參加了中國舉行的2022年冬季奧林匹克運動會，並且在女子1000米比賽上獲得銀牌。